# Mobile Suit Gundam: The Witch from Mercury
Mobile Suit Gundam: The Witch from Mercury (japanisch 機動戦士ガンダム 水星の魔女 Kidō Senshi Gandamu: Suisei no Majo) ist eine Anime-Serie der Gundam-Reihe aus den Jahren 2022 und 2023. Die Geschichte spielt in einer fernen Zukunft, in der die Menschheit das Sonnensystem besiedelt hat. Eine junge Mecha-Pilotin kommt an eine Akademie für Piloten und Technologie der Mechas und muss sich mit ihren unter den Mitschülern gewonnenen Freunden und ihrer Verlobten gegen die Intrigen des dahinterstehenden Konzerns und einen Machtkampf zwischen Erd- und Raumbewohnern behaupten. 

## Handlung
In der Zukunft haben die Menschen das Sonnensystem besiedelt, doch entstand dadurch eine Spaltung zwischen den auf der Erde zurückgebliebenen und den raumfahrenden Menschen. Die den Raum bevölkernden Menschen waren ökonomisch im Vorteil und beuteten bald die Erdenbewohner aus und schauten auf sie herab. Die Gesellschaft der raumfahrenden Menschen wird von einigen Großkonzernen beherrscht, die die technische Entwicklung und den Handel beherrschen. Als die Forscher des Vanadis Institute das GUND-Format zur Steuerung großer Roboter durch Menschen entwickeln, sind damit große Hoffnungen verbunden. Doch die Nutzer werden vom Datenfluss überwältigt und verfallen dem Wahnsinn. Der Mobile Suit Development Council als Zusammenschluss der Roboter entwickelnden Konzerne erlässt daher ein Verbot dieser Technologie. Das Forschungsinstitut wird von ihrem Militär angegriffen und zerstört, die Beteiligten getötet. Die Anwender, vor allem Frauen, werden als Witches gebrandmarkt.
Jahre später wird Suletta Mercury von ihrer Mutter vom abgelegenen Merkur an die Asticassia-Schule geschickt. An der Akademie der Benerit-Gruppe wird das Steuern der Mechas und deren Technologie gelehrt. Mit ihrem Roboter Aerial fällt sie sofort auf, als sie zunächst die von der Raumstation fliehende Miorine Rembran einfängt und dann ein Duell gegen Guel Jeturk gewinnt, den bisher besten Piloten unter den Schülern. Mit ihm war Miorine bisher verlobt – durch die von ihrem Vater und Konzernchef Delling Rembran gemachten Regeln der Schule mit dem besten Piloten. Und nun ist Suletta ihre Verlobte. Die Vertreter von Benerit schöpfen Verdacht, dass es sich bei Aerial um einen Gundam, einen Roboter mit GUND-Technologie handeln könnte. Und Guel will nicht aufgeben. So kommt es zu einem erneuten Duell zwischen den beiden. Guell verliert wieder und verliert die Unterstützung seines Vaters, der eine hohe Position bei Benerit innehat. Bei einem Duell gegen Elan Ceres kann Suletta zwar zeigen, dass sie nicht die Symptome des GUND-Formats hat, doch wird durch die Aufzeichnungen offensichtlich, dass ihr Mecha ein Gundam ist. Auch Sulettas Mutter räumt das nun zur Enttäuschung ihrer Tochter ein. Nur durch die Unterstützung von Miorine, die nach langem Zögern gegen ihren übergriffigen Vater auflehnt, kann sie Aerial retten. Suletta ist mit dem Roboter aufgewachsen und hängt sehr an „ihr“. Miorine schlägt vor, das GUND-Format wieder zu erforschen, immerhin scheint es Suletta nicht zu schaden. Sie kann das nötige Kapital einsammeln und findet im an der Schule sonst abschätzig behandelten Haus der Erdbewohner Verbündete und Mitarbeiter. Gemeinsam wollen sie die Technologie nicht für den Krieg, sondern für Medizintechnik verwenden, wie es ursprünglich auch gedacht war.
Das junge Unternehmen muss sich jedoch in den Machtkämpfen innerhalb der Benerit-Gruppe behaupten. Verschiedene Fraktionen, insbesondere um den ränkeschmiedenden Schüler Shaddiq Zenelli, versuchen sie auszunutzen oder für sich einzuspannen. Auch sind nicht alle im Konzern damit einverstanden, dass die GUND-Technologie wieder genutzt werden soll. Auch der Konflikt zwischen den Erdbewohnern und den raumfahrenden Menschen gefährdet ihre Pläne. Shaddiq setzt eine gegen die Unterdrückung der Erdlinge aufbegehrende Gruppe von Terroristen ein, um Konzernchef Delling zu töten. Beim Angriff mit Suletta von ihrer Mutter ermutigt, mit Aerial in den Kampf einzugreifen und kann Delling und Miorine nur knapp retten.

## Produktion und Veröffentlichung
Die Serie entstand bei Studio Sunrise nach Idee und Drehbuch von Ichirō Ōkouchi. Regie führte Hiroshi Kobayashi. Das Charakterdesign wurde von mogmo entworfen und von Hirotoshi Takaya und Shuri Toida für die Animationen adaptiert. Die künstlerische Leitung lag bei Ayumi Satō, die Tonarbeiten leitete Jin Aketagawa und für die Kameraführung war Shōta Kodera verantwortlich. Produzenten waren Takuya Okamoto und Toshihiro Maeda.
Der Anime wurde im September 2021 erstmals als neuer Teil der Gundam-Reihe angekündigt. Die erste Staffel mit zwölf Folgen wurde vom 2. Oktober 2022 bis 8. Januar 2023 von MBS und TBS in Japan gezeigt. International erfolgte parallel dazu die Veröffentlichung per Streaming über die Plattform Crunchyroll mit Untertiteln unter anderem auf Deutsch, Englisch, Französisch und Italienisch. Später folgte die Veröffentlichung von englischen, spanischen und portugiesischen Synchronfassungen. 

### Synchronisation
| Rolle             | japanischer Sprecher (Seiyū) |
| ----------------- | ---------------------------- |
| Suletta Mercury   | Kana Ichinose                |
| Miorine Rembran   | Lynn                         |
| Shaddiq Zenelli   | Makoto Furukawa              |
| Prospera Mercury  | Mamiko Noto                  |
| Chuatury Panlunch | Miyu Tomita                  |
| Elan Ceres        | Natsuki Hanae                |
| Delling Rembran   | Naoya Uchida                 |
| Lauda Neill       | Takeo Ōtsuka                 |
| Nuno Kargan       | Tasuku Hatanaka              |
| Guel Jeturk       | Yōhei Azakami                |
| Petra Itta        | Yūki Hirose                  |

### Musik
Die Musik der Serie wurde komponiert von Takashi Ohmama. Das Vorspannlied der ersten Staffel ist Shukufuku (祝福) von Yoasobi und der Abspann ist unterlegt mit Kimi yo, Kedakaku Are (君よ 気高くあれ) von Shiyui. Für die zweite Staffel verwendete man das Lied Slash von Yama für den Vorspann und Red:birthmark von Aina The End sowie Shukufuku von Yoasobi für die Abspanne. Innerhalb der Folge 24 wird außerdem das Lied Hōseki no Hibi (宝石の日々) von Aina the End eingespielt.

## Adaptionen
Auf der Website des Studio Sunrise wurde am 2. Oktober 2022 die Geschichte Yurikago no Hoshi (ゆりかごの星) zur Serie veröffentlicht, geschrieben von Ichirō Ōkouchi. Eine englische Übersetzung von Eriko Sugita folgte am 10. November 2022 unter dem Titel Cradle Planet.
Ein Manga auf Basis der Animeserie startete im Mai 2023 im Magazin Gundam Ace bei Kadokawa Shoten. Die Serie mit dem Titel Kidō Senshi Gandamu Suisei no Majo: Vanadis Heart (機動戦士ガンダム 水星の魔女 ヴァナディースハート) wurde geschrieben von Kō Yoneyama und illustriert von Chika Tōjō.